# بازار سیاه (فیلم ۱۹۶۰)
بازار سیاه (به هندی: Kala Bazar) و (به انگلیسی: Black Market) فیلمی هندی محصول سال ۱۹۶۰ و به کارگردانی ویجی آناند است. در این فیلم بازیگرانی همچون دو آناند، وحیده رحمان، ناندا، چتان آناند، رشید خان، لیلا چیتنیس و هلن ایفای نقش کرده‌اند.